# Dick Grant
Richard Grant, detto Dick (Manitoba, 3 agosto 1878 – St. Catharines, 9 gennaio 1958), è stato un maratoneta statunitense.

## Biografia
Prese parte ai Giochi olimpici di Parigi del 1900 nella maratona, in cui giunse sesto. Anche suo fratello maggiore, Alexander Grant, partecipò all'Olimpiade parigina.